# Zagórze (Poznań)

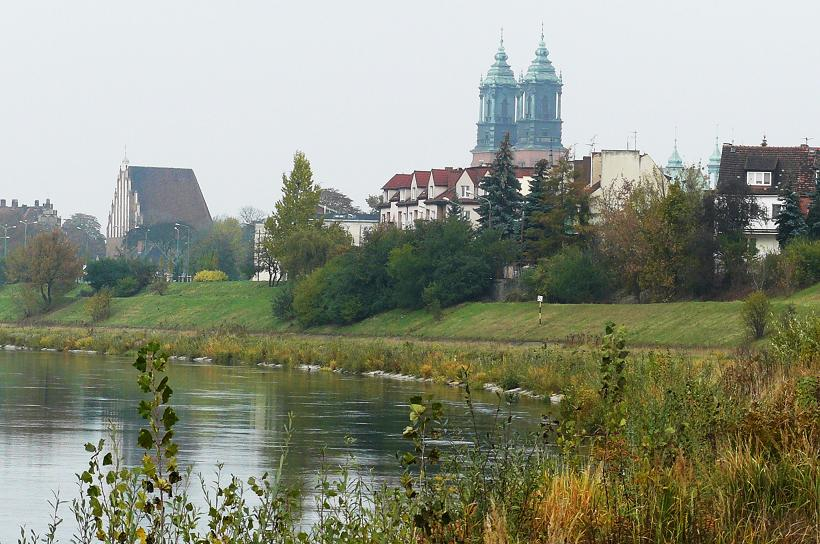
Panorama Zagórza z południowego cypla Ostrowa Tumskiego – w tle Bazylika archikatedralna Świętych Apostołów Piotra i Pawła w Poznaniu i Kościół Najświętszej Marii Panny w Poznaniu

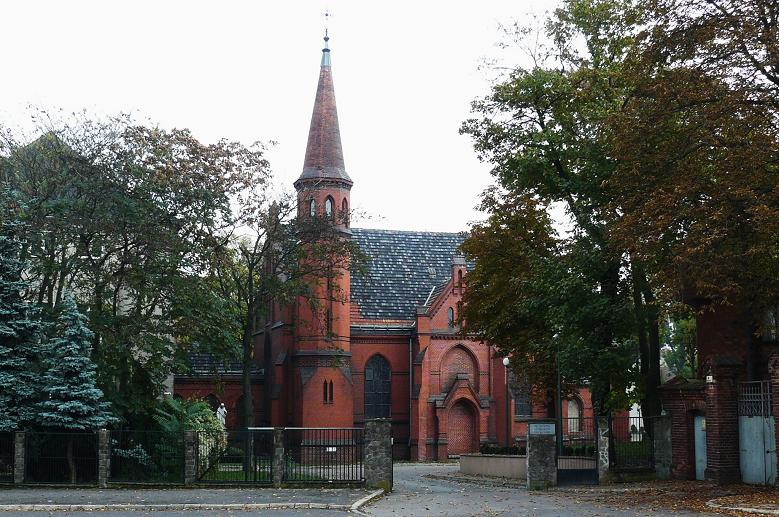
Kaplica Wydziału Teologicznego UAM

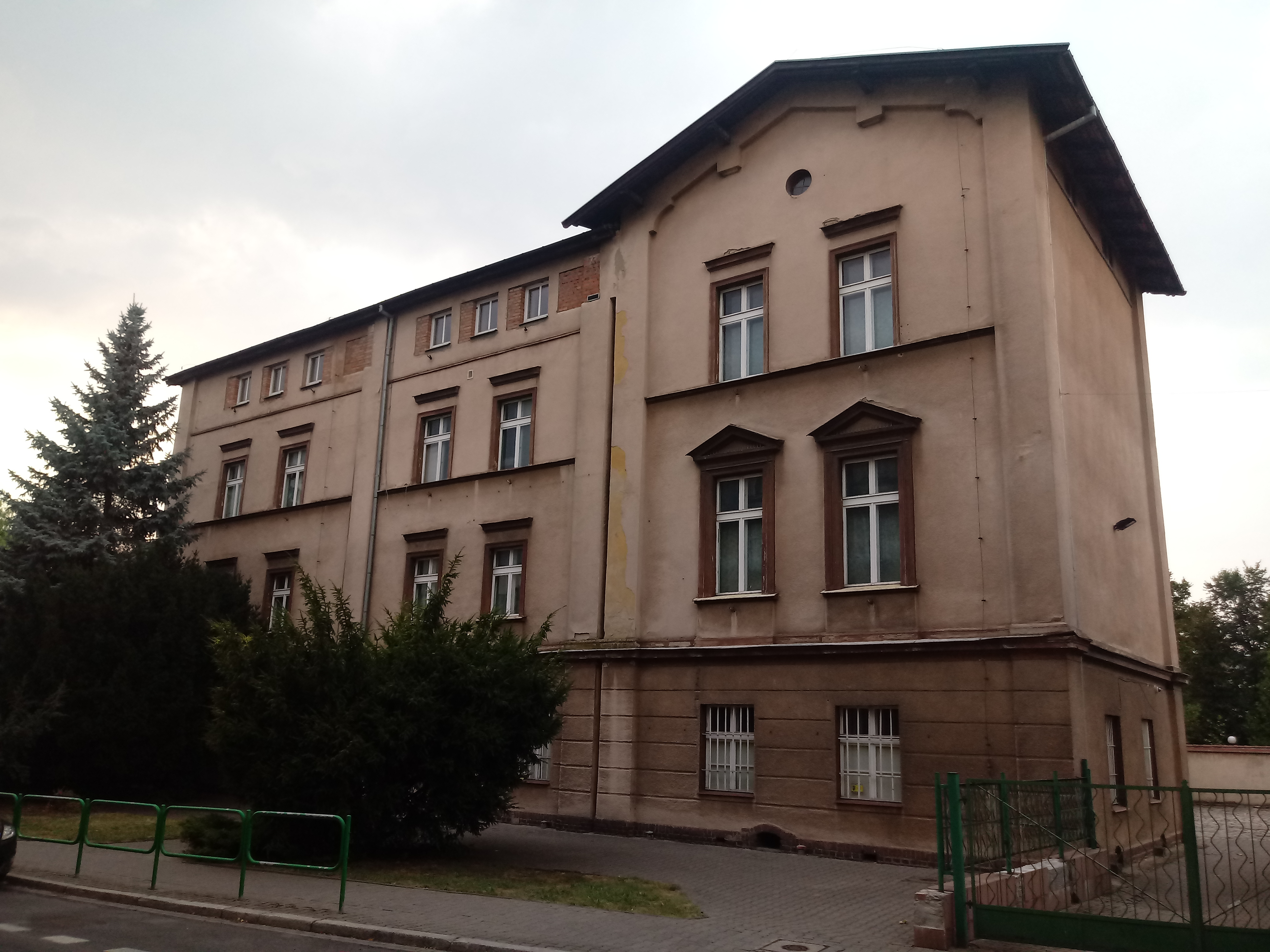
Pierwszy dom diakonisek w Poznaniu, ul. Zagórze

Zagórze (w średniowieczu – osada św. Mikołaja) – południowa część Ostrowa Tumskiego w Poznaniu, położona w widłach Warty i Kanału Ulgi, do którego uchodzi Cybina. W 2008 uznane zostało przez prezydenta RP, w ramach historycznego zespołu miasta Poznania, jako pomnik historii.

## Położenie
Zagórze to teren dawnej samodzielnej osady. Obecnie za obszar Zagórza uważa się całą część Ostrowa Tumskiego, zlokalizowaną po południowej stronie ul. Stefana Wyszyńskiego, a zatem ulice Zagórze, Nowe Zagórze i Wieżową.

## Nazwa
W południowej części Ostrowa Tumskiego istniał w XII wieku ostaniec erozyjny wyższego poziomu terasowego Warty, nazywany Wzgórzem Kapitulnym (Mons Capituli). Wybudowano na nim kościół św. Mikołaja (rozebrany w 1805). Osadę leżącą za tym kościołem i wzgórzem nazywano zatem Zagórzem.

## Historia
Od początku gród na Ostrowie Tumskim składał się z dwóch powiązanych z sobą części – leżącej na północ od dzisiejszej ulicy Stefana Wyszyńskiego, w miejscu, gdzie obecnie znajduje się katedra poznańska i inne budynki kościelne oraz na południe od tej ulicy. W południowej części Ostrowa Tumskiego, na terenie obecnej dzielnicy Zagórze, znajdowała się druga część poznańskiego kompleksu grodowego, zwana osadą św. Mikołaja, podobnie jak główna część, także otoczona wałami, w której zamieszkiwała ludność służebna. Na terenie osady znajdował się wzmiankowany w 1142 roku romański kościół św. Mikołaja, który funkcjonował w tym miejscu aż do XIX wieku. Podczas badań archeologicznych z lat 2019–2020 odsłonięto relikty wału obronnego o grubości u podstawy 40 metrów. Jego szacowana wysokość w X wieku wynosiła około 12 metrów, czyli więcej niż w północnej części wyspy, w okolicach ul. Posadzego (rezerwat Genius Loci). Część tę intensywnie rozbudowywał Mieszko I od 968 do lat 80. X wieku. Badania dowiodły, że gród na Zagórzu był znacznie większy niż wcześniej sądzono i sięgał dalej na południe, poza obecną ul. Zagórze. Nie stanowił prawdopodobnie podgrodzia, a był równoprawnym członem grodu. Wysoki wał, oprócz funkcji obronnych, pełnił też rolę zabezpieczenia przed wylewaniem Warty. 
W pierwszej połowie XIX w. zarówno centrum Poznania, jak i jego obrzeża pokryto systemem fortów i innych elementów umocnień. Ostrów Tumski, który przystosowano do obrony okrężnej, znajdował się wewnątrz tego obwodu. Na północ od katedry w 1832 wybudowano najpierw tak zwany Nadszaniec Katedralny (nördlicher Dom-Cavalier), następnie, w latach 1834–1838, Jaz Katedralny na Cybinie i w północnej części wyspy Lunetę Katedralną (Dom-Flesche). W późniejszych latach w południowej części wyspy (na Zagórzu właśnie) wybudowano Redutę Katedralną (w 1864 jej nazwę zmieniono, podobnie jak i innych twierdz, od tego czasu określano ją jako Fort Radziwiłł) – potężną, czterokondygnacyjną budowlę, w której posadowiono kazamaty działowe. Fort ten rozebrano dopiero w latach 50. XX w.
Na terenie Zagórza w końcu XIX wieku wybudowano Arcybiskupie Seminarium Duchowne w Poznaniu, wzniesione przez abpa Floriana Stablewskiego, obecnie Wydział Teologiczny UAM. Seminarium aktualnie mieści się w nowym gmachu.
Przy ul. Zagórze 15 znajduje się dawny i zarazem pierwszy dom ewangelickiego zakładu diakonis (Diakonissenanstalt) w Poznaniu. Wzniesiony w 1650 z przeznaczeniem na bursę szkolną. Dom został przejęty przez diakonisy w 1865. Pierwotnym fundatorem domu był biskup Andrzej Szołdrski. Zanim został przekazany w ręce diakonis, mieścił siedzibę wojskowego urzędu skarbowego. Został przebudowany w 1886. Dobudowano dodatkowe skrzydło i podwyższono budynek o jedno piętro. Na parterze ulokowano szpital, a w podwyższonej części domu, sale domu dziecka. Po roku 1875 szpital przekształcono w dom dla nieuleczalnie chorych i umierających kobiet.
W latach 1924–1925 na Zagórzu zbudowano pierwsze po I wojnie światowej osiedle komunalne w Poznaniu (stąd nazwa ulicy Nowe Zagórze). Projektantem był Jerzy Tuszowski, który wzorował się na ideach warszawskiego Żoliborza (patrz: Warszawska Spółdzielnia Mieszkaniowa).

## Dzisiaj
Obecnie na Zagórzu dominują dwie funkcje – naukowa (Wydział Teologiczny UAM oraz Arcybiskupie Seminarium Duchowne) i mieszkaniowa (ekstensywna zabudowa szeregowa i wielorodzinna). Brak tu większej infrastruktury handlowej. Brzegi Warty, Cybiny i kanału Ulgi popularne są wśród wędkarzy.

## Walory widokowe
Wyjście na południowy cypel Ostrowa Tumskiego zapewnia bardzo rozległe widoki na Most św. Rocha, Politechnikę Poznańską, Starą Gazownię, osiedla ratajskie i część Starego Miasta w Poznaniu. Jest to jeden z bardziej niekonwencjonalnych, a zarazem rozległych punktów widokowych w Poznaniu.

## Kultura
W rejonie Zagórza rozpoczyna się dziewiąty tom przygód Kwapiszona. To właśnie tutaj główny bohater tego komiksu odnajduje w Warcie butelkę z tajemniczym listem.